# Williamstown Castle

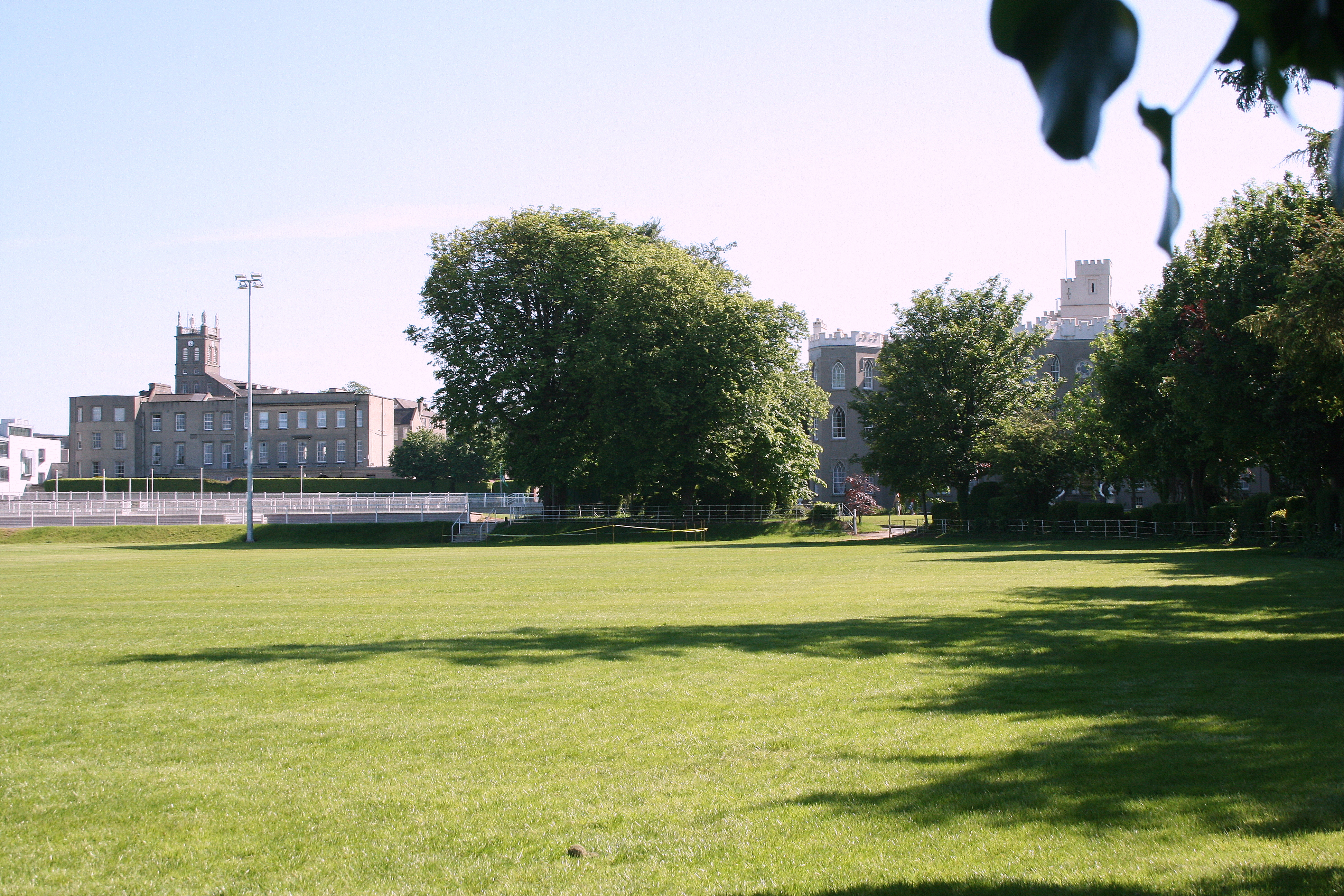
Blackrock College mit Williamstown Castle

Williamstown Castle ist ein Schloss in Williamstown, einem Viertel von Blackrock, das seinerseits ein Vorort der irischen Hauptstadt Dublin in der Grafschaft Dún Laoghaire-Rathdown ist. Heute gehört es zum privaten, katholischen Knabeninternat Blackrock College.

## Geschichte
Das Schloss, das von den Internatsschülern heute einfach „The Castle“ genannt wird, wurde 1780 auf Land erbaut, das Counsellor William Vavasour von den FitzWilliams, später von den Pembrokes, gepachtet hatte. Es ähnelt im Erscheinungsbild anderen großen Häusern der Gegend, wie Willow Park oder Castledawson, aber ein späterer Eigentümer, Thomas O’Mara, ließ das Gebäude und seine Umgebung wesentlich umgestalten: Er ließ Zinnen aufsetzen und machte es so zur Burg.
O’Mara war Wahlhelfer von Daniel O’Connell, der auf Williamstown Castle gelegentlich dinierte. Jahrelang schmückte ein Porträt des Politikers den Raum, der heute die Betkammer ist.
1860 gründete die Kongregation des Heiligen Geistes das Blackrock College und das Schloss dient seither als Unterkunft für etwa 100 der 13–18 Jahre alten Knaben. Die Internatsschüler dürfen das Schloss nur mit Erlaubnis verlassen.

### Missbrauchsvorwürfe
Der öffentlich-rechtliche irische Sender RTÉ berichtete am 1. November 2022 in einer Dokumentation über Entschädigungen von mehr als fünf Millionen Euro für Missbrauchsopfer des Heiliger-Geist-Ordens an vier Colleges in Dublin und Tipperary. Bekannt wurden die Vorwürfe durch zwei Brüder, die ehemalige Schüler am Blackrock College waren und ausführliche Aussagen zu den Vorwürfen machen konnten.

## Bekannte Schüler
- Éamon de Valera (1882–1975) dritter irischer Präsident
- Ruairi Quinn (* 1946), irischer Politiker
- Bob Geldof (* 1951), irischer Rockmusiker[4]
- Ardal O’Hanlon (* 1965), irischer Schauspieler[5]